# Vardavank
Vardavank ou Vardavanq (en arménien Վարդավանք ; anciennement Verin Gyodaklu) est une communauté rurale du marz de Syunik en Arménie. En 2008, elle compte 107 habitants.